# Богачув (Зеленогурський повіт)
Богачув (пол. Bogaczów) — село в Польщі, у гміні Новогруд-Бобжанський Зеленогурського повіту Любуського воєводства.
Населення — 498 осіб (2011).
У 1975-1998 роках село належало до Зеленогурського воєводства.

## Демографія
Демографічна структура станом на 31 березня 2011 року:
|          | Загалом | Допрацездатний вік | Працездатний вік | Постпрацездатний вік |
| -------- | ------- | ------------------ | ---------------- | -------------------- |
| Чоловіки | 242     | 41                 | 182              | 19                   |
| Жінки    | 256     | 42                 | 160              | 54                   |
| Разом    | 498     | 83                 | 342              | 73                   |